# Північно-Західний дивізіон НБА
Північно-Західний дивізіон (англ. Northwest Division) - один з трьох дивізіонів Західної конференції  Національної баскетбольної асоціації. Цей дивізіон був створений перед початком сезону 2004-05.
Першим переможцем Північно-Західного дивізіону стала команда «Сієтл Суперсонікс». Поточним переможцем дивізіону є команда «Оклахома-Сіті Тандер».
На драфті НБА 2007 команди «Портленд Трейл Блейзерс» і «Сієтл Суперсонікс» отримали право вибирати першими і другими відповідно. «Портленд» вибрав Грега Одена, а «Сієтл» Кевіна Дюранта. Цей драфт допоміг відновити забуте суперництво між двома цими командами.
Також це єдиний дивізіон НБА, в якому команди представляють міста, що знаходяться у трьох різних часових поясах.

## Команди дивізіону
На даний момент в Північно-Західному дивізіоні виступають команди «Денвер Наггетс», «Міннесота Тімбервулвз», «Портленд Трейл Блейзерс», «Оклахома-Сіті Тандер», « Юта Джаз».
До 2008 року команда «Оклахома-Сіті Тандер» грала в Сієтлі і називалася «Сієтл Суперсонікс».

## Переможці дивізіону
- 2004-05: Сієтл Суперсонікс
- 2005-06: Денвер Наггетс
- 2006-07: Юта Джаз
- 2007-08: Юта Джаз
- 2008-09: Денвер Наггетс
- 2009-10: Денвер Наггетс
- 2010-11: Оклахома-Сіті Тандер
- 2011-12: Оклахома-Сіті Тандер
- 2012-13: Оклахома-Сіті Тандер
- 2013-14: Оклахома-Сіті Тандер
- 2014-15: Портленд Трейл Блейзерс
- 2015-16: Оклахома-Сіті Тандер
- 2016-17: Юта Джаз
- 2017-18: Портленд Трейл Блейзерс
- 2018-19: Денвер Наггетс
- 2019-20: Денвер Наггетс
- 2020-21: Юта Джаз

## Лідери за кількістю перемог у дивізіоні
- 6: Сієтл Суперсонікс/Оклахома-Сіті Тандер (2005, 2011, 2012, 2013, 2014, 2016)
- 5: Денвер Наггетс (2006, 2009, 2010, 2019, 2020)
- 4: Юта Джаз (2007, 2008, 2017, 2021)
- 2: Портленд Трейл Блейзерс (2015, 2018)